# NSU 10/52 PS
La NSU 10/52 PS était une voiture de classe, produite par le constructeur allemand NSU Automobile AG entre 1931 et 1932, puis jusqu'en 1934 sous la dénomination NSU-Fiat 2500. Elle remplaçait le modèle NSU 14/40 PS.

## Contexte historique
À partir de 1922, NSU se tourne vers l'Italie et notamment vers le constructeur italien Fiat pour acquérir les licences nécessaires à la poursuite de ses activités industrielles, la construction automobile, qui seront badgées NSU-Fiat, et les motos avec Lambretta. 
En 1925, NSU s'engage dans la construction d'une nouvelle usine moderne à Heilbronn pour augmenter la production des modèles Fiat qui recueillent un fort succès. Pour aider à financer le projet, alors que la société NSU était passée sous l'emprise de Jakob Schapiro, Fiat prend une petite participation au capital du constructeur allemand. 
Comme beaucoup d'entreprises allemandes après la fin de la Première Guerre mondiale, en 1928, NSU connaît d'énormes difficultés financières et, en 1929, ses créanciers vendent la société à Fiat y compris la nouvelle usine d'Heilbronn. Après la vente, la société NSU Automobile est dissoute et la marque NSU, contrainte à renoncer à toute nouvelle production automobile, devient dès lors un fabricant de motocyclettes et conserve le label NSU.

## Histoire
La NSU 10/52 PS trouve son origine avec la prise de contrôle du constructeur automobile allemand par le géant italien Fiat, y compris la carrosserie Schebera, qui a toujours été aux côtés de NSU. Fiat commença par arrêter la fabrication des anciens modèles NSU et conserva ceux produits sous licence Fiat avec un changement de dénomination de la marque qui devint NSU-Fiat. Au Salon de l'automobile de Berlin 1931, alors que l'Allemagne est encore en pleine crise économique globale, NSU présente le premier modèle né sous la direction italienne, la 10/52 PS. 

### Caractéristiques mécaniques
La 10/52 PS était en fait une Fiat 522 fabriquée sous licence Fiat dans l'usine allemande d'Heilbronn. Elle reposait sur un châssis fabriqué en Italie et expédié en Allemagne. Il était composé d'une structure traditionnelle en acier avec des longerons et des traverses, fabriqué dans l'usine du Lingotto à Turin. Tout le reste était produit et assemblé à Heilbronn, la mécanique et le groupe moteur fabriqué sous licence Fiat. 
Le moteur était le 6 cylindres en ligne "Fiat 122" de 2 516 cm3, développant 52 Ch à 3 300 tr/min. Tout le reste de la mécanique était également parfaitement identique au modèle original italien, la boîte de vitesses à 4 rapports, les suspensions avec essieux rigides, ressorts à lames et amortisseurs hydrauliques et des freins à tambours à commande hydraulique sur les quatre roues. Les carrosseries étaient assemblées par les carrossiers Weinsberg et Drauz. Weinsberg montait les versions limousine, Drauz s'occupait des versions cabriolet. 
La NSU 10/52 PS était disponible avec deux empattements au choix, 2 775 ou 3,0 mètres alors que le modèle italien offrait trois empattements différents au choix. À l'extérieur, seul le logo de la marque NSU permettait de différencier la NSU 10/52 PS de la Fiat 522 de la même forme que celui qui ornait les Fiat.
Malgré les qualités irréprochables de la voiture, le volume des ventes restera réduit au cours des quatre années de commercialisation. La grave crise que traversait l'Allemagne et la classe de la voiture qui s'adressait à une clientèle très aisée limita la production totale du modèle à 560 exemplaires.